# Paul Wall
Paul Wall, (eg. Paul Slayton), född 1981, är en rappare, DJ och promotor från Houston.
Slayton medverkade bland annat på Nellys singel "Grillz" som nådde förstaplatsen på den amerikanska billboardlistan. Paul Walls egen hit "Girl" blev en stor framgång 2006.

## Diskografi
- Get Ya Mind Correct (2002, med Chamillionaire)
- The Chick Magnet (2004)
- Controversy Sells (2005, med Chamillionaire)
- The Peoples Champ (2005)
- Live From The Gridiron (2006)
- Get Money Stay True (2007)